# Wybory do Senatu Republiki Czeskiej w 1998 roku
Wybory do Senatu Republiki Czeskiej w 1998 roku odbyły się 13 i 14 listopada (I tura) oraz 20 i 21 listopada 1998 (II tura), zgodnie z postanowieniem prezydenta Václava Havla z 7 lipca 1998. Wybrano w nich na 6-letnią kadencję 27 senatorów, odnawiając tym samym 1/3 składu Senatu.
Zwycięzcą wyborów została Czwórkoalicja – blok tworzony przez: Obywatelski Sojusz Demokratyczny (ODA), Unię Chrześcijańską i Demokratyczną – Czechosłowacką Partię Ludową (KDU-ČSL), Unię Demokratyczną (DEU) i Unię Wolności (US) – który zyskał 13 mandatów. Największą reprezentację w Senacie zachowała jednak Obywatelska Partia Demokratyczna (ODS). Miejsca w izbie wyższej parlamentu zdobyli także kandydaci Czeskiej Partii Socjaldemokratycznej (ČSSD) i Komunistycznej Partii Czech i Moraw (KSČM).
Pierwsza tura wyborów odbyła się równocześnie z wyborami do rad gmin.

## Ordynacja wyborcza
Podstawą do przeprowadzenia wyborów była Ustawa z dnia 27 września 1995 o wyborach do Parlamentu Republiki Czeskiej oraz zmianie i uzupełnieniu niektórych innych ustaw (Zákon ze dne 27. září 1995 o volbách do Parlamentu České republiky a o změně a doplnění některých dalších zákonů). Po raz pierwszy wybory do Senatu Republiki Czeskiej odbywały się jedynie w części państwa – w 27 okręgach jednomandatowych o numerach {\displaystyle 1+3n} (1, 4, 7...) – gdyż 1/3 składu izby wyłoniono w poprzednich wyborach na okres 2 lat.
Głosowanie przeprowadzono na zasadzie większości bezwzględnej. Jeśli żaden z kandydatów nie uzyskał w danym okręgu ponad 50% głosów ważnych, po 6 dniach od zakończenia głosowania odbywała się decydująca tura z udziałem 2 kandydatów z najlepszymi wynikami w I turze. Liczba ludności żadnego z okręgów nie mogła niższa lub wyższa o 15% od średniej liczby mieszkańców przypadającej na mandat w skali państwa (tzw. normy przedstawicielskiej).
Czynne prawo wyborcze przysługiwało każdemu obywatelowi Republiki Czeskiej, który najpóźniej w drugim dniu głosowania (I tura) ukończył 18. rok życia. Bierne prawo wyborcze miały osoby z prawem czynnym, które najpóźniej w drugim dniu głosowania ukończyły 40. rok życia. Zgłaszać kandydatów mogły partie i ruchy polityczne oraz ich koalicje, ponadto prawo wysunięcia swojej kandydatury przysługiwało każdemu wyborcy, który przedłożył okręgowej komisji wyborczej 1000 podpisów poparcia wyborców zamieszkałych w danym okręgu.

## Podział miejsc w Senacie przed wyborami
| Partia lub ruch zgłaszający        | Kadencja  | Kadencja  | Kadencja  | Łącznie |
| Partia lub ruch zgłaszający        | 1996–1998 | 1996–2000 | 1996–2002 | Łącznie |
| ---------------------------------- | --------- | --------- | --------- | ------- |
| Obywatelska Partia Demokratyczna   | 13        | 13        | 6         | 32      |
| Czeska Partia Socjaldemokratyczna  | 5         | 9         | 11        | 25      |
| Czwórkoalicja                      | 8         | 4         | 9         | 21      |
| Komunistyczna Partia Czech i Moraw | 0         | 1         | 1         | 2       |
| Kandydat niezależny                | 1         | 0         | 0         | 1       |
| Ogółem                             | 27        | 27        | 27        | 81      |

Kolumna wyróżniona odcieniem czerwieni wskazuje liczbę mandatów senatorskich wygasających i obsadzanych na nowo w 1998 roku. Do wyborów nie stanęło 3 dotychczasowych przedstawicieli Czeskiej Partii Socjaldemokratycznej, 2 dotychczasowych senatorów Obywatelskiej Partii Demokratycznej, a także 3 deputowanych reprezentujących partie tworzące Czwórkoalicję (patrz: lista senatorów nieubiegających się o reelekcję).
Wybory do Senatu w 1998 roku odbywały się po 5 miesiącach od wyborów do Izby Poselskiej, których wynikiem było powstanie rządu mniejszościowego Miloša Zemana, przewodniczącego ČSSD. Sformowanie gabinetu było możliwe dzięki tzw. umowie opozycyjnej zawartej między dwiema najsilniejszymi partiami w parlamencie czeskim – ČSSD i ODS. Jednym z elementów porozumienia była deklaracja przygotowania zmiany konstytucji i ustawy wyborczej, aby wzmocnić rolę stronnictw „większych” względem „mniejszych” w wyborach do Izby Poselskiej, a także ograniczyć kompetencje prezydenta.
Aby zmienić ustawę zasadniczą, ČSSD i ODS potrzebowały większości 3/5 głosów w obu izbach parlamentu. W wyborach do Izby Poselskiej w czerwcu 1998 roku obie partie zyskały łącznie 68,5% mandatów, zaś w pierwszych wyborach do Senatu zdobyły ponad 70% miejsc. W 1998 roku odnawiano skład 1/3 izby, przy czym obie wspomniane partie broniły 18 wygasających mandatów. Aby zachować większość konstytucyjną w Senacie, ČSSD i ODS musiały obsadzić łącznie co najmniej 10 z tych miejsc. W opozycji do planów tych partii powstał we wrześniu 1998 roku blok partii centroprawicowych pod nazwą Czwórkoalicja (utworzyły go: Obywatelski Sojusz Demokratyczny, Unia Chrześcijańska i Demokratyczna – Czechosłowacka Partia Ludowa, Unia Demokratyczna i Unia Wolności), który wystawił wspólnych kandydatów w wyborach do Senatu i rad gmin.

## Lista senatorów, którzy nie ubiegali się o reelekcję
Podano nazwę partii lub ruchu zgłaszającego danego kandydata do poprzednich wyborów.
| Okręg wyborczy      | Imię i nazwisko   | Partia lub ruch zgłaszający |
| ------------------- | ----------------- | --------------------------- |
| 31 – Uście nad Łabą | Oto Neubauer      | ČSSD                        |
| 40 – Kutná Hora     | Karel Floss       | ČSSD                        |
| 49 – Blansko        | Libor Pavlů       | ČSSD                        |
| 55 – Brno-wieś      | Vlasta Svobodová  | ODS                         |
| 61 – Ołomuniec      | Josef Jařab       | ODA                         |
| 67 – Nowy Jiczyn    | František Konečný | ODS                         |
| 76 – Kromieryż      | Eva Nováková      | KDU-ČSL                     |
| 79 – Hodonín        | Jan Benda         | KDU-ČSL                     |

## Pierwsza tura
O 27 mandatów senatorskich ubiegało się 126 kandydatów zgłoszonych przez partie i ruchy polityczne oraz 11 niezależnych. Kandydatów we wszystkich okręgach wysunęły: Czeska Partia Socjaldemokratyczna, Komunistyczna Partia Czech i Moraw oraz Obywatelska Partia Demokratyczna, zaś w jednym okręgu nie zgłoszono reprezentanta Czwórkoalicji.
Jedynym stronnictwem z reprezentacją w Senacie, które nie musiało bronić w 1998 roku wygasających mandatów, była KSČM. Miejsce w izbie uzyskał w poprzednich wyborach jeden kandydat niezależny (Richard Falbr), jednak o reelekcję ubiegał się jako kandydat ČSSD. Łącznie o ponowny wybór ubiegało się 9 senatorów ODS, 6 przedstawicieli partii Czwórkoalicji i 2 deputowanych ČSSD.
Pierwsza tura głosowania rozpoczęła się 13 listopada 1998 (godziny 14–22), a zakończyła kolejnego dnia (godziny 7–14). Frekwencja wyniosła 42,37%; najwyższa była w okręgu nr 16 – Beroun (52,25%), najniższa w okręgu nr 31 – Uście nad Łabą (31,45%).
Żaden z kandydatów nie uzyskał bezwzględnej większości głosów, zatem we wszystkich okręgach konieczne było przeprowadzenie kolejnej tury wyborów. Największy odsetek głosów – 45,62% – uzyskał Bohumil Čada z Czwórkoalicji (okręg nr 46 – Uście nad Orlicą). W 13 okręgach na 1. miejscu znajdowali się kandydaci ODS, w 10 – Czwórkoalicji, w 3 – ČSSD, w 1 – KSČM.

## Druga tura
W decydującej turze wyborów zmierzyli się kandydaci: Obywatelskiej Partii Demokratycznej (22), Czeskiej Partii Socjaldemokratycznej (15), Czwórkoalicji (13), Komunistycznej Partii Czech i Moraw (3) oraz 1 kandydat niezależny. Najwięcej było pojedynków między przedstawicielami ODS i ČSSD – 10.
Drugą turę przeprowadzono 20 i 21 listopada 1998 w godzinach analogicznych do poprzedniej rundy głosowania. Frekwencja była ponad dwukrotnie niższa niż tydzień wcześniej – 20,36%; najwięcej osób zagłosowało w okręgu nr 22 – Praga 10 (31,75%), najmniej w okręgu nr 73 – Frydek-Mistek (14,08%).
Zwycięzcą wyborów została Czwórkoalicja, która zdobyła 13 mandatów. Miejsca w Senacie uzyskały również wszystkie partie, których przedstawiciele znaleźli się w II turze: ODS – 9, ČSSD – 3 i KSČM – 2. Najlepszy procentowo wynik w ponownym głosowaniu – 69,97% – uzyskał Bohumil Čada, który otrzymał najwyższy odsetek głosów również w I turze. Spośród senatorów wyłonionych w II turze 23 uzyskało najlepszy wynik także tydzień wcześniej, zaś 4 zajęło w I turze 2. pozycję.

## Wyniki wyborów
Źródło: Český statistický úřad.
| Czwórkoalicja (4K)                        | 255 785   | 26,59  | 166 483 | 31,00  | 0 | 13 | 13 |  |  |
| Obywatelska Partia Demokratyczna (ODS)    | 266 377   | 27,69  | 210 156 | 39,13  | 0 | 9  | 9  |  |  |
| Czeska Partia Socjaldemokratyczna (ČSSD)  | 208 845   | 21,71  | 121 700 | 22,66  | 0 | 3  | 3  |  |  |
| Komunistyczna Partia Czech i Moraw (KSČM) | 159 123   | 16,54  | 31 097  | 5,79   | 0 | 2  | 2  |  |  |
| Pozostałe partie i ruchy polityczne (12)  | 33 600    | 3,49   | —       | —      | 0 | —  | 0  |  |  |
| Kandydaci niezależni                      | 38 381    | 3,99   | 7 655   | 1,43   | 0 | 0  | 0  |  |  |
|                                           |           |        |         |        |   |    |    |  |  |
| Ogółem                                    | 962 111   | 100,00 | 537 091 | 100,00 | 0 | 27 | 27 |  |  |
| Głosy nieważne                            | 131 564   | 13,67  | 4 778   | 1,03   |   |    |    |  |  |
| Frekwencja                                | 1 129 648 | 42,37  | 542 660 | 20,36  |   |    |    |  |  |

## Podział miejsc w Senacie po wyborach
| Partia lub ruch zgłaszający        | Kadencja  | Kadencja  | Kadencja  | Łącznie | +/– |
| Partia lub ruch zgłaszający        | 1996–2000 | 1996–2002 | 1998–2004 | Łącznie | +/– |
| ---------------------------------- | --------- | --------- | --------- | ------- | --- |
| Obywatelska Partia Demokratyczna   | 13        | 6         | 9         | 28      | 4   |
| Czwórkoalicja                      | 4         | 9         | 13        | 26      | 5   |
| Czeska Partia Socjaldemokratyczna  | 9         | 11        | 3         | 23      | 2   |
| Komunistyczna Partia Czech i Moraw | 1         | 1         | 2         | 4       | 2   |
| Kandydaci niezależni               | 0         | 0         | 0         | 0       | 1   |
| Ogółem                             | 27        | 27        | 27        | 81      | —   |

Kolumna wyróżniona odcieniem zieleni wskazuje liczbę mandatów senatorskich obsadzonych przez dane stronnictwa w 1998 roku. Choć wybory zakończyły się zwycięstwem bloku Czwórkoalicji, najliczniejszą reprezentację w Senacie utrzymała ODS. Partia ta utrzymała razem z rządzącą ČSSD większość konstytucyjną w obu izbach na kadencję 1998–2000, jednak ich łączna liczba mandatów zmniejszyła się z 57 do 51. KSČM miała po wyborach największą w historii liczbę senatorów. W nowej kadencji Senatu nie zasiadł żaden kandydat niezależny.

## Lista wybranych senatorów
Gwiazdką oznaczono deputowanych, którzy ubiegali się o reelekcję. W nawiasach podano miejsce zajęte przez danego kandydata w I turze.
Źródło: Český statistický úřad i „Politologický časopis”.
| Okręg wyborczy        | Imię i nazwisko      | Partia lub ruch zgłaszający | I tura     | II tura |
| --------------------- | -------------------- | --------------------------- | ---------- | ------- |
| 1 – Karlowe Wary      | Vladimír Kulhánek*   | ODS                         | 31,57 (1.) | 56,37   |
| 4 – Most              | Richard Falbr*       | ČSSD                        | 41,55 (1.) | 55,59   |
| 7 – Pilzno-południe   | Jiří Skalický        | 4K (US)                     | 25,51 (2.) | 54,09   |
| 10 – Český Krumlov    | Martin Dvořák        | ODS                         | 32,55 (1.) | 52,83   |
| 13 – Tabor            | Pavel Eybert*        | ODS                         | 36,91 (1.) | 59,52   |
| 16 – Beroun           | Jiří Rückl*          | 4K (ODA)                    | 37,35 (1.) | 62,20   |
| 19 – Praga 11         | Daniel Kroupa        | 4K (ODA)                    | 28,66 (2.) | 57,78   |
| 22 – Praga 10         | Zuzana Roithová      | 4K (KDU-ČSL)                | 39,54 (1.) | 67,10   |
| 25 – Praga 6          | Jan Ruml             | 4K (US)                     | 40,67 (1.) | 65,56   |
| 28 – Mielnik          | Jaroslav Horák*      | ODS                         | 31,17 (1.) | 53,80   |
| 31 – Uście nad Łabą   | Jaroslav Doubrava    | KSČM                        | 27,63 (2.) | 52,37   |
| 34 – Liberec          | Přemysl Sobotka*     | ODS                         | 34,51 (1.) | 58,14   |
| 37 – Jiczyn           | Jiří Liška           | ODS                         | 40,20 (1.) | 64,06   |
| 40 – Kutná Hora       | Jan Fencl            | ČSSD                        | 28,26 (1.) | 55,58   |
| 43 – Pardubice        | Jaroslava Moserová*  | 4K (ODA)                    | 32,21 (1.) | 59,97   |
| 46 – Uście nad Orlicą | Bohumil Čada*        | 4K (KDU-ČSL)                | 45,62 (1.) | 69,97   |
| 49 – Blansko          | Stanislav Bělehrádek | 4K (KDU-ČSL)                | 39,72 (1.) | 64,56   |
| 52 – Igława           | Václav Jehlička*     | 4K (ODA)                    | 39,85 (1.) | 68,03   |
| 55 – Brno-wieś        | Tomáš Julínek        | ODS                         | 30,78 (1.) | 57,03   |
| 58 – Brno-miasto      | Dagmar Lastovecká    | ODS                         | 33,40 (1.) | 50,68   |
| 61 – Ołomuniec        | František Mezihorák  | ČSSD                        | 29,31 (1.) | 51,73   |
| 64 – Bruntál          | Rostislav Harazin    | KSČM                        | 26,92 (2.) | 60,48   |
| 67 – Nowy Jiczyn      | Jaroslav Šula        | 4K (KDU-ČSL)                | 22,67 (2.) | 55,52   |
| 70 – Ostrawa-miasto   | Mirek Topolánek*     | ODS                         | 39,35 (1.) | 63,30   |
| 73 – Frydek-Mistek    | Emil Škrabiš*        | 4K (KDU-ČSL)                | 23,48 (1.) | 52,27   |
| 76 – Kromieryż        | František Kroupa     | 4K (KDU-ČSL)                | 29,49 (1.) | 56,86   |
| 79 – Hodonín          | Josef Kaňa           | 4K (KDU-ČSL)                | 34,32 (1.) | 56,63   |

## Lista senatorów, którzy nie uzyskali reelekcji
W nawiasach podano miejsce zajęte przez danego kandydata w I turze.
Źródło: Český statistický úřad i „Politologický časopis”.
| Okręg wyborczy      | Imię i nazwisko   | Partia lub ruch zgłaszający | I tura     | II tura |
| ------------------- | ----------------- | --------------------------- | ---------- | ------- |
| 7 – Pilzno-południe | Jaroslav Jurečka  | ODS                         | 27,62 (1.) | 45,91   |
| 10 – Český Krumlov  | Karel Vachta      | ČSSD                        | 25,58 (2.) | 47,17   |
| 19 – Praga 11       | Václav Mencl      | ODS                         | 34,01 (1.) | 42,22   |
| 22 – Praga 10       | Milan Kondr       | ODS                         | 31,03 (2.) | 32,90   |
| 25 – Praga 6        | Jan Koukal        | ODS                         | 24,50 (2.) | 34,44   |
| 58 – Brno-miasto    | Luděk Zahradníček | 4K (US)                     | 24,02 (3.) | —       |
| 64 – Bruntál        | Zdeněk Babka      | ČSSD                        | 15,54 (4.) | —       |